# Ottmar Hitzfeld
Ottmar Hitzfeld (Lörrach (Baden), 12 de gener de 1949) és un exfutbolista i entrenador alemany que té el malnom d'"El General" (en alemany: der General). Ha estat elegit el millor entrenador del món dos cops. És un dels cinc únics entrenadors (junt amb Ernst Happel, José Mourinho, Jupp Heynckes i Carlo Ancelotti) que han guanyat la Lliga de Campions de la UEFA amb dos clubs diferents (el Borussia Dortmund i el Bayern de Múnic). Actualment, és el seleccionador nacional de Suïssa.